# KinKi Kids
I KinKi Kids (キンキキッズ?, KinKi Kizzu) sono un duo giapponese di musica J-pop, composto da Kōichi Dōmoto e Tsuyoshi Dōmoto, che benché dividano lo stesso cognome, non sono in alcun modo parenti.

## Storia
Kōichi Dōmoto e Tsuyoshi Dōmoto lavorano insieme per la prima volta il 5 maggio 1991, dato che entrambi facevano parte del corpo di ballo del gruppo Hikaru Genji, durante un concerto a Yokohama. In seguito i due iniziano ad apparire insieme in servizi fotografici, utilizzando anche svariati nomi come Johnny's Kansai Group (ジャニーズ関西組?, Janīzu Kansai Kumi), Dōmoto Brothers (堂本ブラザーズ?, Dōmoto Burazazu) e W Dōmoto (W堂本?), prima di essere presentati come Kanzai Boya (カンサイボーヤ?) alla fine del 1992 quando diventano i ballerini degli SMAP. Durante il primo episodio della trasmissione televisiva degli SMAP Kiss Shita? SMAP (キスした?SMAP?), andata in onda il 4 aprile 1993, il leader degli SMAP Masahiro Nakai, decise che il loro nome sarebbe stato KinKi Kids. Mesi dopo, Kōichi e Tsuyoshi appaiono nel loro primo dorama intitolato Ningen shikkaku (人間・失格?), che ottiene un notevole successo. Il 31 dicembre 1994, i KinKi Kids tengono il loro primo concerto al Budokan. Nel 1996, il duo è nuovamente protagonista di un altro dorama intitolato Wakaba no koro (若葉のころ?).
Il duo debutta ufficialmente sul mercato discografico nel 1997 con il singolo Garasu no shōnen (硝子の少年?) e un album A Album, che vendono oltre un milione di copie. Anche il secondo singolo Aisareru yori aishitai (愛されるより愛したい?) ottiene gli stessi riscontri positivi, vendendo mezzo milione di copie nella sua prima settimana. Ad agosto i Kinki Kids collaborano alla conduzione della maratona televisiva della rete NTV 24 jikan terebi (24時間テレビ?) ed a ottobre recitano nel loro terzo dorama Bokura no yūki: Miman toshi (ぼくらの勇気?). Nel 1998, i KinKi Kids, insieme ai gruppi V6 e Tokio, formano un supergruppo chiamato J-Friends, che collabora per beneficenza con artisti quali Maurice White, Diane Warren, Elton John, Jon Bon Jovi e Michael Jackson. I J-Friends pubblicano il singolo Ashita ga kikoeru/Children's Holiday (明日が聴こえる/Children's Holiday?) che diventa uno dei più grandi successi dell'anno in Giappone. Quasi contemporaneamente viene pubblicato anche il secondo album dei KinKi Kids B Album che vende oltre un milione di copie.
Nel 1999 il duo parte per un tour che tocca varie tappe in Asia e pubblica un altro album KinKi Single Selection. Nel 2002 compaiono sul Guinness World Records per essere l'unico gruppo ad aver visto debuttare tutti i singoli pubblicati durante la propria carriera direttamente alla prima posizione, battendo quello che era il record della boy band Westlife. Per commemorare il decimo anno di carriera i KinKi Kids hanno pubblicato il greatest hits 39 il 21 luglio 2007, che contiene undici canzoni votate dai fans come loro preferite e quattordici a testa selezionate dai due membri del gruppo, per un totale di trentanove brani. Nello stesso mese il Guniesse World Record conferma il record precedente, che nel frattempo si è allungato da 13 a 25 singoli consecutivi in vetta alla classifica dei più venduti in Giappone. Il 22 luglio 2007, il duo festeggia il decennale della propria carriera con un concerto al Tokyo Dome, davanti a circa 67.000 persone. Si tratta del più grande concerto mai tenuto al Tokyo Dome. Inoltre il concerto rappresenta la prima tappa del loro tour estivo.

## Discografia

### Album in studio
- 1997: A Album
- 1998: B Album
- 1999: C Album
- 2000: D Album
- 2001: E Album
- 2002: F Album
- 2003: G Album: 24/7
- 2005: H Album: Hand
- 2006: I Album: ID
- 2007: Phi
- 2009: J Album
- 2011: K Album
- 2013: L Album
- 2014: M Album

### Compilation
- 2000: KinKi Single Selection
- 2004: KinKi Single Selection II
- 2007: 39

### Altri
- 2000: KinKi Karaoke Single Selection

## Filmografia

### Drama
- 1994: Ningen Shikkaku (TBS)
- 1996: Wakaba No Koro (TBS)
- 1997: Bokura No Yūki: Miman Toshi (NTV)
- 2003: Mukodono 2003 (Fuji TV: star ospiti, epi 6)

### Film
- 1992: 200X Nen Sho
- 1994: Shoot!

### Teatro
- 1993: Another